# Ot Pi
Ot Pi i Isern, conegut com a Ot Pi   (Esplugues de Llobregat, 22 de setembre de 1970), és un ciclista català d'elit, considerat el millor corredor de la història del biketrial. A la fi dels anys 1970 fou un dels pioners d'aquesta nova modalitat esportiva, i juntament amb el seu pare, Pere Pi, ha estat responsable de l'expansió i arrelament internacional d'un esport nascut a Catalunya, conegut inicialment com a Trialsín (acrònim castellà de «trial sense motor»). Dins el seu extens palmarès hi destaquen 12 campionats mundials outdoor i 8 copes del món indoor, així com 3 rècords Guinness i 4 rècords del món.
Retirat de la competició el 2008, va ser director general de Bicicletes Monty, l'empresa familiar fundada pel seu pare.

## Biografia
Fill de Pere Pi (l'únic pilot a guanyar campionats estatals de velocitat, motocròs i trial) i Maria Isern, Ot Pi va començar molt aviat al món de la moto: el 18 de setembre de 1977 participà en una cursa de motocròs a Montornès del Vallès -organitzada pel seu oncle Josep Isern-, amb una motocicleta dissenyada pel seu pare (la petita Cappra), i l'endemà ho feu en una prova de trial. Després d'un accident, però, no va tornar a agafar la moto.

### Els inicis del Trialsín

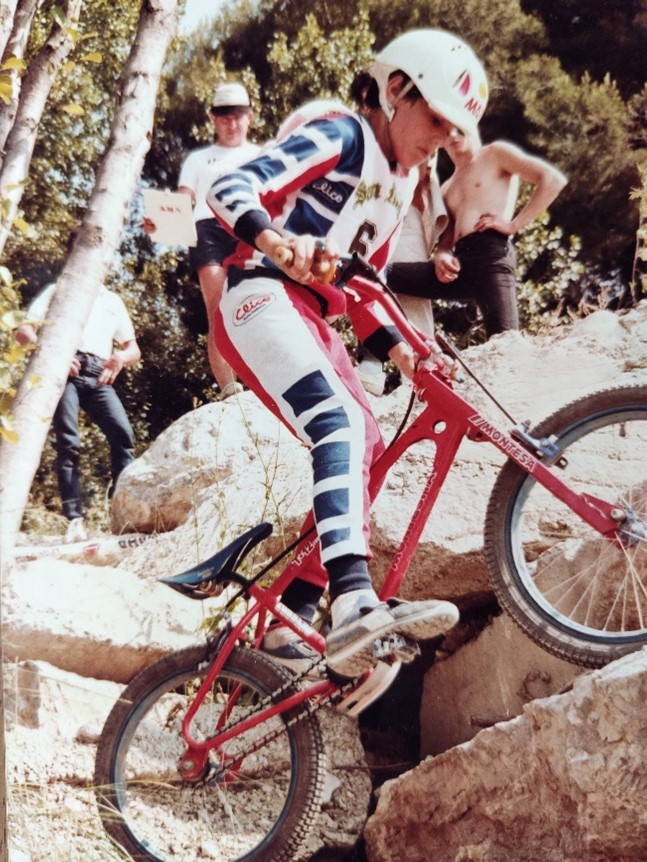
Ot Pi amb la Montesita cap a 1981

Mentrestant, es dedicava a la bicicleta. La primera que tingué, una Graziella italiana, l'hi compraren a tres anys, canviant-l'hi quan en tenia cinc per una Rabasa. Com que els la robaren poc després, el seu pare mirà de comprar-n'hi una de trial, adonant-se'n aleshores que no n'hi havia cap al mercat. Fou llavors quan decidí fabricar-l'hi ell mateix: agafà un pneumàtic estàndard de 16", un plat petit de 24 dents i dissenyà el xassís, la forquilla i el manillar a escala, basant-se en les motos de trial. Amb aquesta bicicleta, a set anys Ot Pi imitava pel pati de casa els seus ídols de l'època: Malcolm Rathmell i Ulf Karlson, corredors oficials de trial amb Montesa.
En veure Pere Pi que el seu fill maniobrava amb la bicicleta tot movent la roda del davant, s'adonà de les possibilitats que això oferia i veié que d'aquí en podria néixer un esport; poc després, fruit del seu impuls i promoció, el Trialsín era reconegut el 1980 com a esport oficial. Simultàniament, la confiança de Montesa a produir-ne un model de bicicleta especial (la Montesita T-15, projectada i construïda per Pere Pi al Departament d'Investigació i Desenvolupament de l'empresa), la difusió d'un vídeo promocional a tots els cinemes de l'estat (amb el nom de Trialsin, un deporte nacido aquí) i l'estrena de la pel·lícula ET, l'extraterrestre (1982) varen posar de moda aquest esport i varen fer que s'estengués en qüestió de poc temps arreu del món.

### Primers èxits internacionals
Amb la Montesita, Ot Pi es va proclamar campió d'Europa de Trialsín en alevins el 1982, i a tan sols 14 anys va aconseguir-ne el subcampionat absolut, ja amb la seva nova marca per a sempre més, Monty. A l'edat de 15 anys aconseguí el subcampionat mundial absolut. Practicant també del BMX, el 1986 n'obtingué el subcampionat del Món (a Jesolo, Itàlia). Finalment, va arribar al número u del podi en Trialsín el 1987, a 16 anys. Amb el títol a la mà i les seves espectaculars exhibicions als trials indoor de motocicletes, es va catapultar a la fama mundial i va arribar a ser considerat "el millor ciclista espanyol".

### 1988, estada als EUA
El 1988 va anar a viure als EUA on es va fer un nom i va haver de prendre una important decisió: quedar-s'hi i passar-se al trial en moto o bé tornar a Catalunya i seguir en el Trialsín. Finalment, va decidir tornar, prenent una decisió de la que mai no se n'ha penedit i sobre la qual li han preguntat moltes vegades.
El seu debut en competició en aquell país el feu a l'edat de 17 anys, prenent part als Campionats del Món de Mountain Bike disputats el mes d'agost de 1988 a Mammoth Mountain, Califòrnia, guanyant-ne fàcilment la prova de bici-trial. El seu estil fluid i l'espectacular pirueta de 360 graus que realitzà en baixar de pedres, troncs i taulons va sorprendre els espectadors. Pocs mesos després, va tornar als EUA com a convidat del corredor de biketrial Kevin Norton, amb el qual va aparèixer en un vídeo gravat a Corona del Mar, Califòrnia, tot fent espectaculars salts pels voltants dels penya-segats, envoltats de grans onades. Aquell mateix any, 1988, es difongué el vídeo amb el títol Ultimate Mountain Biking: Advanced Techniques & Winning Strategies.
Com a curiositat, fou durant la seva estada als EUA quan va començar a ser conegut com a Hot Pie, degut a la semblança de pronúncia entre els mots "pastisset calent" i el seu nom en anglès. També era habitual que allà es pensessin que el seu nom eren, en realitat, les inicials d'Observed Trials, denominació que rep el trial en anglès.

### 1989, viatge al Japó

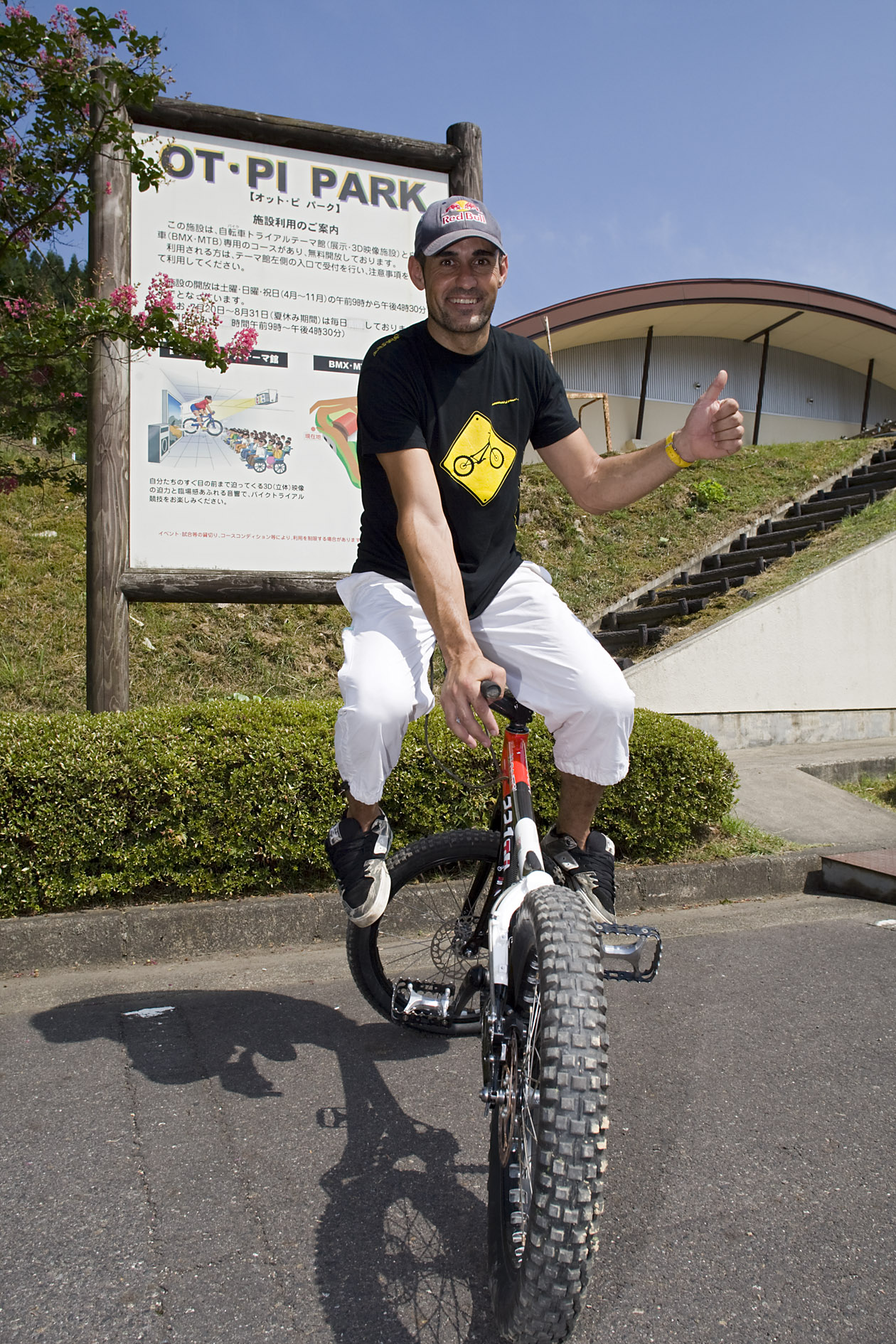
Davant de l'Ot Pi Park d'Itadori, el 2007

El 1989 va guanyar la seva primera copa mundial indoor i va fer el seu primer viatge al Japó, convidat per Hiroshi Hirano. Al llarg de la seva vida, Ot Pi ha visitat aquest país, on és considerat un ídol, en més de 40 ocasions. El 1990 va participar en la pel·lícula Fire, Ice and Dynamite, amb Roger Moore, i va gravar el seu primer vídeo comercial: Technic of Ot Pi. El 1991 va crear el Club Ot Pi de Biketrial dirigit per ell mateix i amb el qual va arribar a organitzar més de 100 competicions i una copa mundial de Biketrial.
El 1992, amb el naixement de la BIU i el Biketrial oficialment així anomenat, va ser un dels seus millors anys: no va perdre cap cursa, va aconseguir tres rècords del món (salt al buit de 4,90 metres, salt de 22 persones sense rampa i salt d'alçada d'1,19 m) i va guanyar el campionat mundial en dues categories (Elit i Master, aquesta darrera amb roda de 26"). El 1994 va aparèixer en un altre vídeo, titulat Full Cycle: A World Odyssey, tot fent demostracions de biketrial a diverses localitats al voltant d'Atenes, Grècia.
El 1995 va començar el seu contracte amb Red Bull, empresa que esdevingué el seu espònsor fins a final de la seva carrera. El 1996 va aconseguir el Rècord Guinness en pujar a l'edifici de l'Hotel Arts de Barcelona i va ser segon al programa ¿Qué apostamos? de TVE, on s'havien presentat més de 500 proves. El 1997 va saltar l'alçada d'1,75 m sense rampa a Singapur.

### L'Ot Pi Park d'Itadori
El 1998, es va inaugurar un museu i parc amb el seu nom a Itadori, Japó: l'Ot Pi Park. Es tracta d'un parc al·legòric al Biketrial, on hi ha diverses bicicletes cedides pel mateix Ot Pi i d'altres marques. Hi ha també un petit teatre-estudi on passen pel·lícules de Biketrial (majoritàriament amb aparicions seves) i una exposició de bicicletes de trial. Al damunt d'aquest espai hi ha un circuit de BMX. L'equipament va costar 1.700.000 dòlars (1.270.000 €) de l'any 1996.

### Darrers anys d'activitat
El 2000 va aconseguir el Rècord Guinness de salt de longitud, amb 2,90 m. El 2003 va aconseguir ser segon al mundial, totalitzant 20 anys sense baixar del podi a les competicions mundials i europees (el seu resultat més fluix fou el quart lloc de 1996). El 2004 va pujar fins al cim del Penyal d'Ifac sense posar els peus a terra. El 2006 aparegué el DVD Biketrial Psycho, tot un referent en aquest esport.

### Retirada
El 2008 va aconseguir superar el Rècord mundial, acreditat per l'UCI, en pujar l'edifici Jin Mao de Xangai en 39 minuts i 38 segons. Aquell mateix any, es retirà definitivament de la competició, posant fi a una llarga carrera de trenta anys d'activitat (des de 1978 a 1991 en Trialsín i des de 1992 al 2008 en Biketrial). Durant tot aquest temps, respectà sempre una estricta disciplina amb horaris, preparació física i dieta alimentària adients. Com a llegat històric, té un important museu de bicicletes de trial a casa seva i un altre al Japó, amb totes les bicicletes amb què ha aconseguit els 12 títols de Campió del Món.
El 2011 publicà la seva biografia, en català i japonès, Ot Pi, l'empremta d'un pioner (amb pròleg de Jordi Pujol) i inaugurà la seva pàgina web, focalitzada a l'ajuda de la reconstrucció del Japó després del terratrèmol i tsunami d'aquell any.

## Activitat actual
En l'àmbit mundial, la Bicicleta Blanca ("Ghost Bike") és símbol d'homenatge a les víctimes ciclistes d'accidents de trànsit. Ot Pi es converteix en OtPiPlay, amb la seva indumentària i bicicleta blanca, amb la finalitat de conscienciar els conductors i administracions que els ciclistes, a les vies de circulació, són elements fràgils i que s'ha de garantir la seva seguretat. L'any 2020 Ot Pi va realitzar una sèrie de vídeos protagonitzats pel personatge OtPiPlay que es poden veure al seu canal de Youtube.

## Palmarès

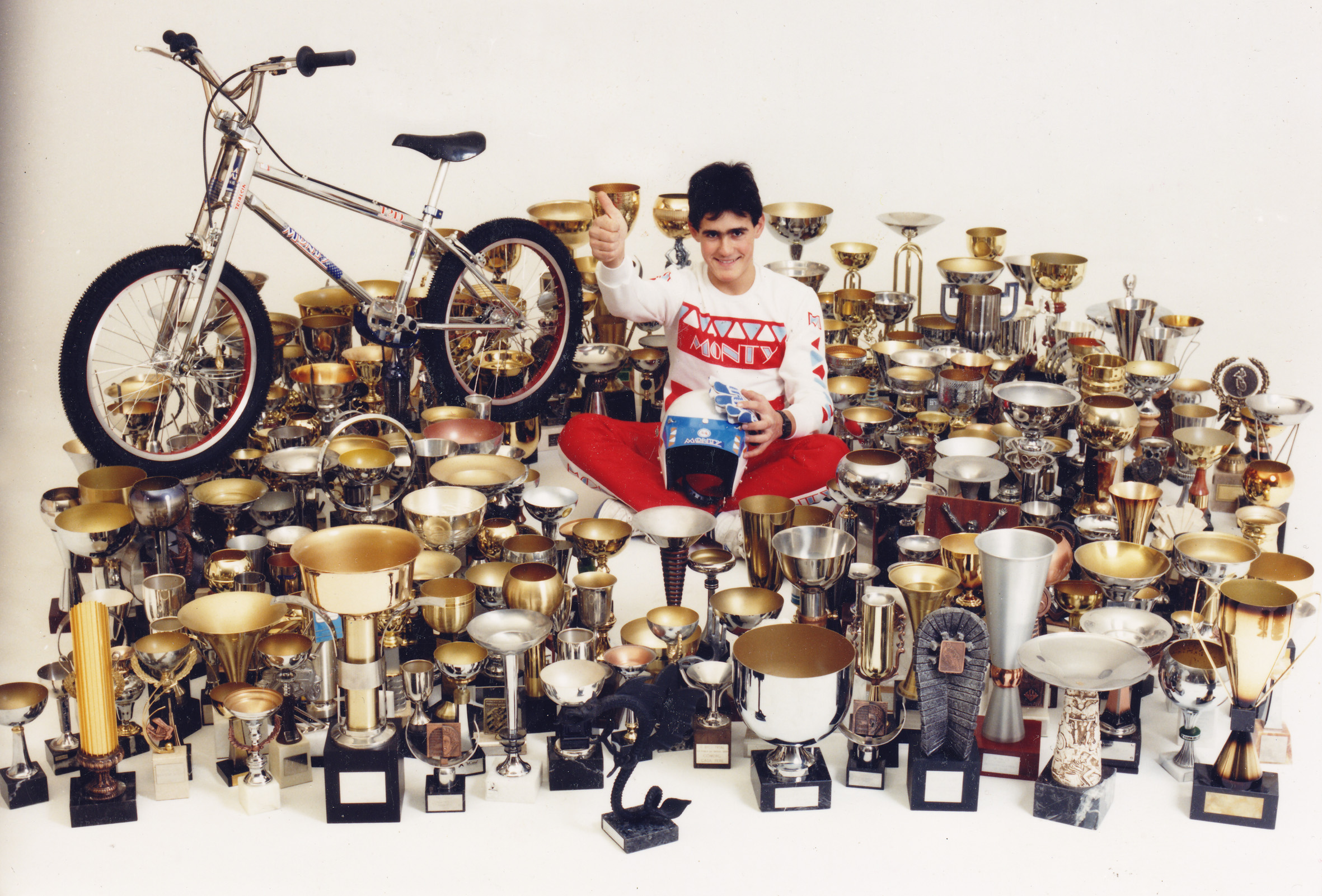
Amb la seva Monty, envoltat dels seus trofeus, a 16 anys

Al llarg de 30 anys d'activitat esportiva, Pi ha acumulat més de 1.000 trofeus (aconseguí el primer el 1979) i nombrosos títols de biketrial, inicialment anomenat Trialsín. El global de títols que aconseguí és el següent:
| Títol                | Trialsín | Biketrial | Total |
| -------------------- | -------- | --------- | ----- |
| Campionats del Món   | 5        | 7         | 12    |
| Copes del Món        | 2        | 6         | 8     |
| Copes d'Europa       | 4        | -         | 4     |
| Campionats dels EUA  | 1        | -         | 1     |
| Campionats d'Espanya | 7        | 11        | 18    |
| Copes d'Espanya      | 1        | 1         | 2     |
| Total                | 20       | 25        | 45    |

 Nota.- A banda, el 1986 fou també Subcampió del món de BMX

### Trialsín
| Any   | C. del Món | C. del Món | Copa del Món | Copa d'Europa | Camp. d'Espanya | Copa d'Esp. indoor 20" | Títols |  |
| Any   | Elit       | Altres     | Copa del Món | Copa d'Europa | Camp. d'Espanya | Copa d'Esp. indoor 20" | Títols |  |
| ----- | ---------- | ---------- | ------------ | ------------- | --------------- | ---------------------- | ------ |  |
| 1982  | -          | -          | -            | 1r Aleví      | 1r              |                        | 2      |  |
| 1983  | -          | -          | -            | 1r Infantil   | 1r              |                        | 2      |  |
| 1984  | -          | -          | -            | 1r Infantil   | 1r              |                        | 2      |  |
| 1985  | -          | -          | -            | 1r Cadet      | 1r              |                        | 2      |  |
| 1986  | -          | 1r Cadet   |              | -             | 1r              |                        | 2      |  |
| 1987  | -          | 1r Absolut |              | -             |                 |                        | 1      |  |
| 1988  | 2n         | -          |              | -             | 2n              |                        | -      |  |
| 1989  | 1r         | -          |              | -             | 1r              |                        | 2      |  |
| 1990  | 1r         | -          | 1r Elit      | -             | 1r              |                        | 3      |  |
| 1991  | 1r         | -          | 1r Elit      | -             |                 | 1r                     | 3      |  |
| Total | 3          | 2          | 2            | 4             | 7               | 1                      | 19     |  |
|       | 7 mundials | 7 mundials | 7 mundials   |               | 8 estatals      | 8 estatals             |        |  |

Notes
1. ↑   Al total de títols s'hi compten tots els campionats estatals o internacionals guanyats
2. ↑   Fins al 1991 inclòs, el Biketrial s'anomenà oficialment Trialsín

### Biketrial

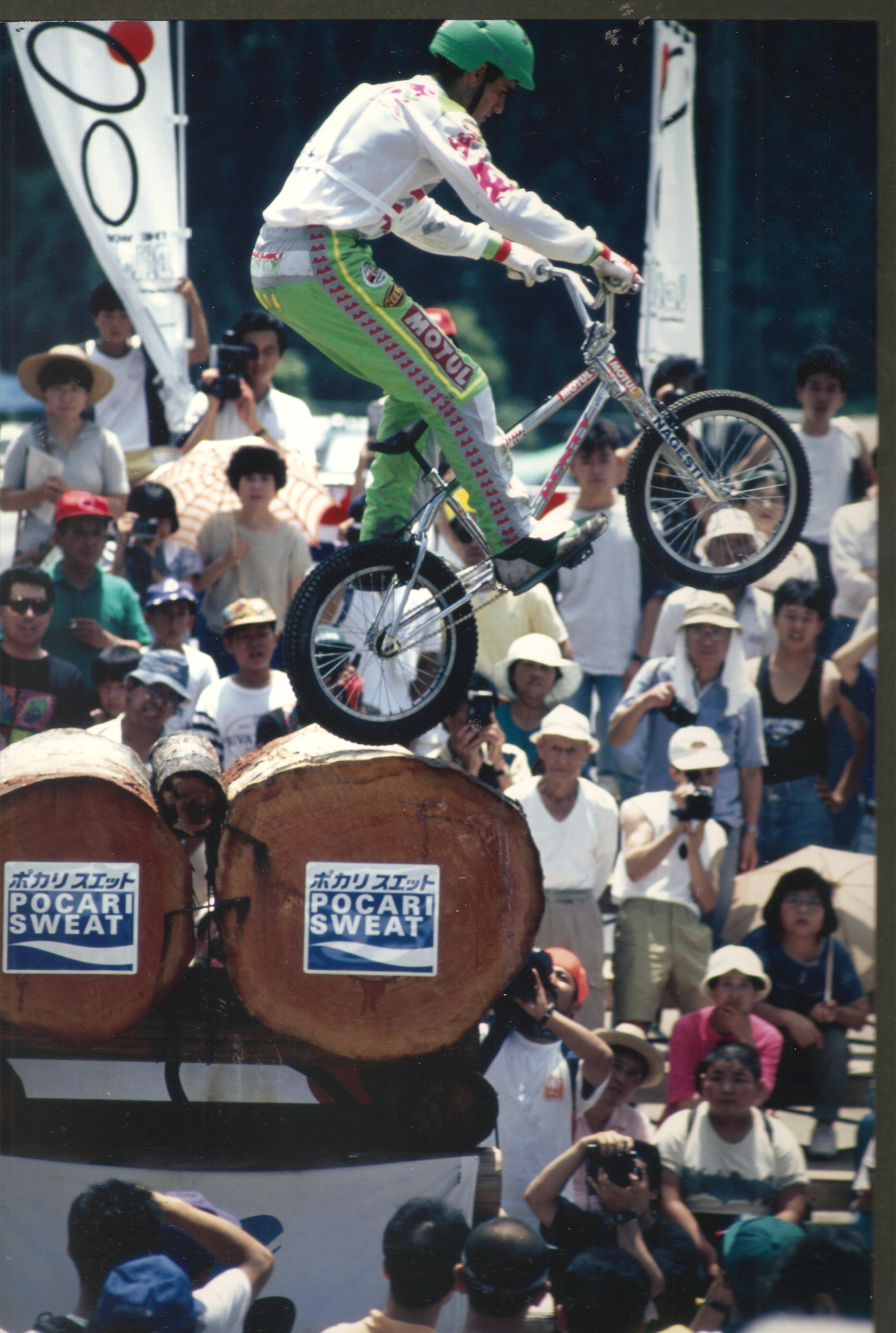
Durant el Mundial de 1992, al Japó

| Any   | C. del Món  | C. del Món      | Copa del Món | Camp. d'Espanya | Copa d'Esp. indoor 20" | Títols |  |
| Any   | Elit        | Altres          | Copa del Món | Camp. d'Espanya | Copa d'Esp. indoor 20" | Títols |  |
| ----- | ----------- | --------------- | ------------ | --------------- | ---------------------- | ------ |  |
| 1992  | 1r          | 1r Master (26") | 1r Elit      | 1r              |                        | 4      |  |
| 1993  | 1r          | 1r Master       | 1r Elit      | 1r              |                        | 4      |  |
| 1994  | 2n          | 1r Master       | 1r Elit      |                 | 1r                     | 3      |  |
| 1995  | -           | 1r Master       | 1r Elit      | 1r              |                        | 3      |  |
| 1996  | 4t          | -               | 1r Master    | 1r              |                        | 2      |  |
| 1997  | 3r          | -               | 1r Master    | 1r              |                        | 2      |  |
| 1998  | 3r          | -               |              | 1r              |                        | 1      |  |
| 1999  | 3r          | -               |              | 1r              |                        | 1      |  |
| 2000  | -           | 1r Master       |              | 1r              |                        | 2      |  |
| 2001  | -           |                 |              | 1r              |                        | 1      |  |
| 2002  | -           | 2n Master       |              | 1r              |                        | 1      |  |
| 2003  | -           | 2n Master       |              | 1r              |                        | 1      |  |
| Total | 2           | 5               | 6            | 11              | 1                      | 25     |  |
|       | 13 mundials | 13 mundials     | 13 mundials  | 12 estatals     | 12 estatals            |        |  |

1. ↑   Al total de títols s'hi compten tots els campionats estatals o internacionals guanyats

## Rècords

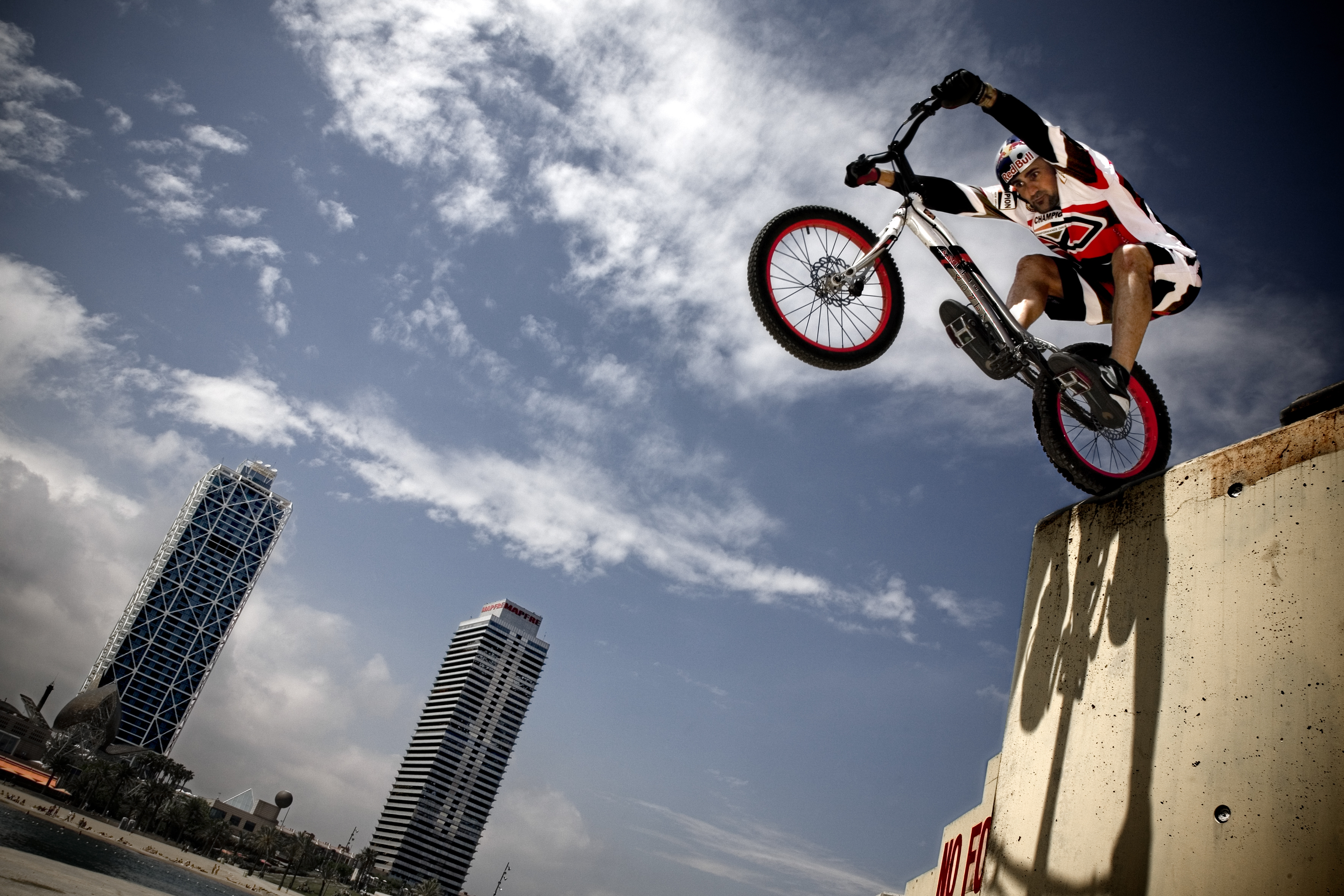
Davant de l'Hotel Arts, on assolí un Rècord Guinness el 1996

Ot Pi ha aconseguit els següents rècords:
- 3 Rècords Guinness:
  - Ascensió a l'Hotel Arts de Barcelona, amb 747 esglaons (44 pisos): 25 minuts i 37 segons (juliol de 1996)
  - Salt de longitud: 2,90 m (en un programa d'Antena 3 TV)
  - Ascensió a l'edifici Jin Mao de Xangai, amb 2.008 esglaons: 39 minuts i 38 segons (2008)
- 4 Rècords del món:
  - Salt al buit: 4,90 m (Trial Indoor Solo Moto, febrer de 1992)
  - Salt sense rampa: 22 persones (Oviedo, Espanya, abril de 1992)
  - Salt d'alçada: 1,19 m (1992)
  - Superar esglaó: 1,75 m (roda de 26", Singapur, 2001)

## Filmografia
- Ultimate Mountain Biking: Advanced Techniques & Winning Strategies (en anglès).  San Diego, Califòrnia: New & Unique Videos, 1988. ASIN B00004WLY4.
- Bogner Jr., Willy (Director). Fire, Ice and Dynamite (en anglès), 1990. ASIN 6302236053.
- Pi, Ot. Technic of Ot Pi (en anglès).  Sant Feliu de Llobregat: Monty, 1990.
- Schulze, Mark (Director). Full Cycle: A World Odyssey (en anglès).  San Diego, Califòrnia: New & Unique Videos, 1994. ASIN 6303813658.
- Pi, Ot; Cañas, Cèsar. Biketrial Psycho (en anglès).  Sant Feliu de Llobregat: Monty, 2006 [Consulta: 16 agost 2012]. Arxivat 2014-09-02 a Wayback Machine.

## Obra publicada
- Pi, Ot. Ot Pi: L'empremta d'un pioner.  Barcelona: Editorial Comanegra S.L., 2011. ISBN 8415097204.